# 怪頭樸麗魚
怪頭樸麗魚，為輻鰭魚綱鱸形目隆頭魚亞目慈鯛科的其中一種，被IUCN列為極危保育類動物，分布於非洲維多利亞湖近烏干達流域，體長可達12公分，棲息在沙石底質湖泊中底層水域，屬雜食性，以植物碎屑、小型無脊椎動物等為食，生活習性不明。

## 擴展閱讀
維基物種上的相關：怪頭樸麗魚